# گلد بت
گلد بت (به انگلیسی: The Gold Bat) رمانی نوشته پی.جی. وودهاوس است که اولین بار در ۱۳ سپتامبر ۱۹۰۴ توسط ا اند سی بلک لندن منتشر شد.